# Hakan Çalhanoğlu
Hakan Çalhanoğlu (Mannheim, Alemania, 8 de febrero de 1994) es un futbolista turco que juega como centrocampista en el Inter de Milán de la Serie A de Italia.

## Trayectoria

### Alemania
Nacido en Mannheim, Baden-Württemberg, comenzó su carrera con el Karlsruher S. C. en la 2. Bundesliga, a pesar de que fueron relegados a la 3. Liga al final de su primera temporada.
Entonces se marchó al Hamburgo S. V., aunque siguió un año más en Karlsruher como cedido, e hizo su debut en la Bundesliga el 11 de agosto de 2013 en un 3-3 contra el F. C. Schalke 04.
El 4 de julio de 2014 dejó Hamburgo para ir al Bayer 04 Leverkusen, firmando un contrato de cinco años para una tasa de transferencia de 14,5 millones de €.
Hizo su debut con el club el 19 de agosto, en una victoria por 3-2 ante el F. C. Copenhague en el partido de ida de los playoffs de la Liga de Campeones de la UEFA. Cuatro días más tarde jugó su primer partido de liga con su nuevo club, una victoria por 2-0 contra el Borussia Dortmund en la jornada inaugural de la temporada. El 27 de agosto marcó su primer gol con el Leverkusen, en la victoria por 4-0 en el partido de vuelta del playoff europeo. Marcó su primer gol en la liga para el club el 12 de septiembre, en un empate 3-3 ante el Werder Bremen. Fue el primer partido con el Leverkusen que no ganaron. Çalhanoğlu fue nominado para el premio Golden Boy 2014 en octubre.
El 25 de febrero de 2015 marcó el único gol con el que el Leverkusen derrotó al Atlético de Madrid en el partido de ida en los octavos de final de la Liga de Campeones. Sin embargo, tres semanas más tarde en el partido de vuelta, el encuentro se fue a la tanda de penaltis y el portero colchonero Jan Oblak dio a su equipo la clasificación para cuartos. El 2 de mayo abrió una victoria por 2-0 sobre el campeón de la liga recién coronado, el Bayern de Múnich, de falta.

### Italia
El 3 de julio de 2017 se confirmó su fichaje por el A. C. Milan, firmando un contrato de 4 años. Pasado ese tiempo, no renovó su contrato y el 22 de junio de 2021 se comprometió con el rival ciudadano del club, el Inter de Milán, para las siguientes tres temporadas.

## Selección nacional

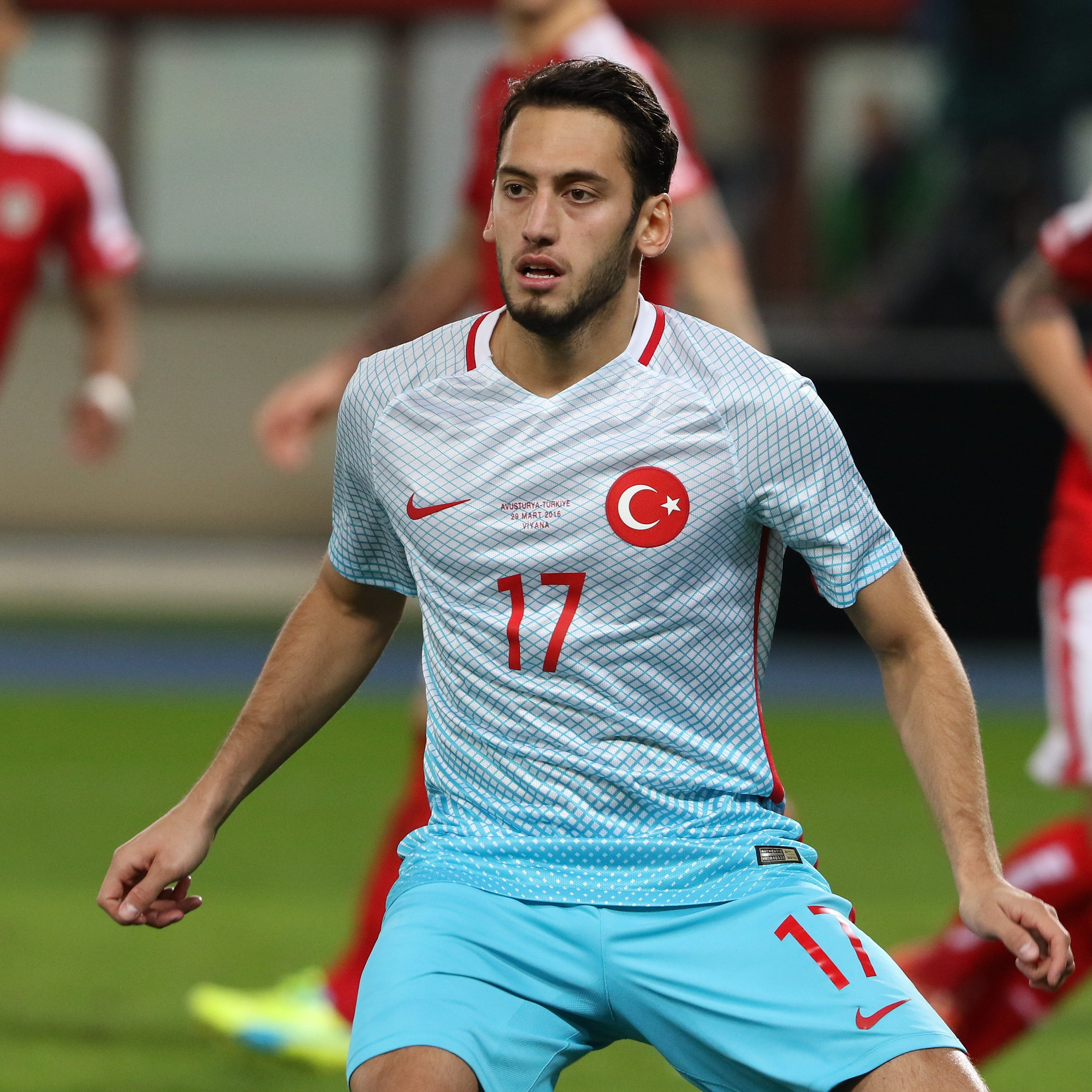
Çalhanoğlu jugando para en 2016.

Nacido en Alemania, optó por jugar para Turquía, pudiéndolo hacer a través de los orígenes de su familia en Trebisonda. Jugó para el país en categorías inferiores, incluida la Copa Mundial de Fútbol Sub-20 de 2013 en casa. Turquía alcanzó los octavos de final antes ser eliminado ante Francia. En su segundo partido de la fase de grupos el 28 de junio, anotó el empate de Turquía en la victoria por 2-1 sobre Australia en el Estadio Hüseyin Avni Aker.
Hizo su debut internacional absoluto el 6 de septiembre de 2013 en un partido de clasificación para la Copa del Mundo en Kayseri, reemplazando a Gökhan Töre en los últimos ocho minutos de una victoria por 5-0 contra Andorra en el primer partido de Fatih Terim nuevamente al mando. Fue por primera vez titular el 25 de mayo de 2014 en una victoria por 2-1 en un amistoso contra República de Irlanda en el Estadio Aviva de Dublín, dejando paso a Olcan Adın después de 61 minutos.
El 31 de marzo de 2015 anotó su primer gol internacional en la victoria por 2-1 en un amistoso a domicilio ante Luxemburgo, un gol de 30 yardas a tres minutos para el final. Marcó dos más en la victoria por 4-0 en un amistoso en casa sobre Bulgaria el 8 de junio, siendo este último un tiro libre. Su primer gol en competición importante llegó el 10 de octubre, que aseguró una victoria a domicilio por 2-0 sobre la República Checa en la fase de clasificación para la Eurocopa 2016.
Se convirtió en el primer turco en marcar ante Inglaterra, en el undécimo partido entre las dos naciones, un amistoso en el Estadio Ciudad de Mánchester el 22 de mayo de 2016. Empató en la derrota por 2-1. El 22 de marzo de 2019 anotó el segundo gol de la victoria de Turquía por 2-0 sobre Albania en su primer partido de clasificación para la Eurocopa 2020.

### Participaciones en Copas del Mundo
| Mundial                  | Sede    | Resultado        | Partidos | Goles |
| ------------------------ | ------- | ---------------- | -------- | ----- |
| Copa Mundial Sub-20 2013 | Turquía | Octavos de final | 4        | 1     |

### Participaciones en Eurocopas
| Copa          | Sede     | Resultado        | Partidos | Goles |
| ------------- | -------- | ---------------- | -------- | ----- |
| Eurocopa 2016 | Francia  | Fase de grupos   | 2        | 0     |
| Eurocopa 2020 | Europa   | Fase de grupos   | 3        | 0     |
| Eurocopa 2024 | Alemania | Cuartos de final | 4        | 1     |

## Estadísticas

### Clubes
Actualizado al último partido disputado el 31 de mayo de 2025.
| Club                           | Div.          | Temporada     | Liga  | Liga  | Copas nacionales | Copas nacionales | Copas internacionales | Copas internacionales | Total | Total |
| Club                           | Div.          | Temporada     | Part. | Goles | Part.            | Goles            | Part.                 | Goles                 | Part. | Goles |
| ------------------------------ | ------------- | ------------- | ----- | ----- | ---------------- | ---------------- | --------------------- | --------------------- | ----- | ----- |
| Karslruher S. C. · Alemania    | 2.ª           | 2011-12       | 16    | 0     | 0                | 0                | —                     | —                     | 16    | 0     |
| Karslruher S. C. · Alemania    | 3.ª           | 2012-13       | 36    | 17    | 3                | 0                | —                     | —                     | 39    | 17    |
| Karslruher S. C. · Alemania    | Total club    | Total club    | 52    | 17    | 3                | 0                | 0                     | 0                     | 55    | 17    |
| Hamburgo S. V. · Alemania      | 1.ª           | 2013-14       | 34    | 11    | 4                | 0                | —                     | —                     | 38    | 11    |
| Hamburgo S. V. · Alemania      | Total club    | Total club    | 34    | 11    | 4                | 0                | 0                     | 0                     | 38    | 11    |
| Bayer 04 Leverkusen · Alemania | 1.ª           | 2014-15       | 33    | 8     | 4                | 2                | 10                    | 3                     | 47    | 13    |
| Bayer 04 Leverkusen · Alemania | 1.ª           | 2015-16       | 31    | 3     | 3                | 1                | 12                    | 4                     | 46    | 8     |
| Bayer 04 Leverkusen · Alemania | 1.ª           | 2016-17       | 15    | 6     | 1                | 0                | 6                     | 1                     | 22    | 7     |
| Bayer 04 Leverkusen · Alemania | Total club    | Total club    | 79    | 17    | 8                | 3                | 28                    | 8                     | 115   | 28    |
| A. C. Milan · Italia           | 1.ª           | 2017-18       | 31    | 6     | 4                | 0                | 10                    | 2                     | 45    | 8     |
| A. C. Milan · Italia           | 1.ª           | 2018-19       | 36    | 3     | 5                | 0                | 5                     | 1                     | 46    | 4     |
| A. C. Milan · Italia           | 1.ª           | 2019-20       | 35    | 9     | 3                | 2                | —                     | —                     | 38    | 11    |
| A. C. Milan · Italia           | 1.ª           | 2020-21       | 33    | 4     | 1                | 0                | 9                     | 5                     | 43    | 9     |
| A. C. Milan · Italia           | Total club    | Total club    | 135   | 22    | 13               | 2                | 24                    | 8                     | 172   | 32    |
| Inter de Milán · Italia        | 1.ª           | 2021-22       | 34    | 7     | 6                | 1                | 6                     | 0                     | 46    | 8     |
| Inter de Milán · Italia        | 1.ª           | 2022-23       | 33    | 3     | 4                | 0                | 12                    | 1                     | 49    | 4     |
| Inter de Milán · Italia        | 1.ª           | 2023-24       | 32    | 13    | 2                | 1                | 6                     | 1                     | 40    | 15    |
| Inter de Milán · Italia        | 1.ª           | 2024-25       | 29    | 5     | 6                | 2                | 12                    | 4                     | 47    | 11    |
| Inter de Milán · Italia        | Total club    | Total club    | 128   | 28    | 18               | 4                | 36                    | 6                     | 182   | 38    |
| Total carrera                  | Total carrera | Total carrera | 428   | 95    | 46               | 9                | 88                    | 22                    | 562   | 126   |
| 1. 2. 3.                       |               |               |       |       |                  |                  |                       |                       |       |       |

## Palmarés

### Títulos nacionales
| Título              | Club           | País   | Año  |
| ------------------- | -------------- | ------ | ---- |
| Supercopa de Italia | Inter de Milán | Italia | 2021 |
| Copa Italia         | Inter de Milán | Italia | 2022 |
| Supercopa de Italia | Inter de Milán | Italia | 2022 |
| Copa Italia         | Inter de Milán | Italia | 2023 |
| Supercopa de Italia | Inter de Milán | Italia | 2023 |
| Serie A             | Inter de Milán | Italia | 2024 |